# 오승아
오승아(吳丞芽, 1988년 9월 13일 ~ )는 대한민국의 가수이자 배우이다.
남편은 "빠라바라바라밤"의 명대사로 유명하며, 현재 전국노래자랑 MC로 활동하고 있는 1971년생 개그맨 남희석이다.

## 학력
- 서울세륜초등학교 (졸업)
- 세륜중학교 (졸업)
- 창덕여자고등학교 (졸업)
- 상명대학교 영화영상학과 (중퇴)
- 세종대학교 예체능대학 영화영상학과 (학사)

## 경력
- 서울 캐릭터 라이선싱 페어 홍보대사
- 해피엔젤 홍보대사
- 119원의 기적 홍보대사

## 출연 작품

### 드라마
- 2013년 tvN 5부작 토요 미니시리즈 《PLAY GUIDE》 ... 오승아 역
- 2014년 MBC 주말 특별기획 드라마 《왔다! 장보리》 ... 채유라 역 (특별출연)
- 2014년 SBS 드라마스페셜 《피노키오》 ... MSC 신입 기자 시험 면접생 역 (특별출연)
- 2016년 네이버 TV 웹 드라마 《88번지》 ... 유소미 역
- 2017년 KBS2 TV소설 《그 여자의 바다》 ... 윤수인 역
- 2018년 TV조선 주말 특별기획 드라마 《대군 - 사랑을 그리다》 ... 중전 / 효빈 김씨 역
- 2018년 MBC 저녁 일일연속극 《비밀과 거짓말》 ... 신화경 / 박선주 역
- 2019년 tvN 단막극 《드라마 스테이지 - 아내의 침대》 ... 이이나 역
- 2019년 MBC 아침 일일연속극 《나쁜 사랑》 ... 황연수 역
- 2021년 TV조선 주말 미니시리즈 《결혼작사 이혼작곡》 ... 이연희 역 (특별출연)
- 2021년 ~ 2022년 MBC 저녁 일일연속극 《두 번째 남편》 ... 윤재경 / 고재경 역
- 2022년 KBS2 주말연속극 《신사와 아가씨》 ... 안지민 역 (49회 특별출연)
- 2022년 KBS2 저녁 일일연속극 《태풍의 신부》... 강바다 역
- 2023년 MBC 저녁 일일연속극 《세 번째 결혼》 ... 정다정 / 신고은 역

### 영화
| 연도 | 제목        | 역할                    | 감독   | 비고   |
| ---- | ----------- | ----------------------- | ------ | ------ |
| 2011 | 심장이 뛴다 | 걸 그룹 멤버(특별 출연) | 윤재근 | 데뷔전 |

### 뮤지컬
| 연도 | 제목   | 역할 | 기간                  | 비고   |
| ---- | ------ | ---- | --------------------- | ------ |
| 2013 | 그리스 | 샌디 | 2013.08.31~2013.09.01 | 데뷔전 |
| 2013 | 그리스 | 샌디 | 2013.09.06~2013.09.08 | 데뷔전 |
| 2013 | 그리스 | 샌디 | 2013.09.28~2013.09.29 | 데뷔전 |
| 2013 | 그리스 | 샌디 | 2013.10.22~2014.04.20 | 데뷔전 |

### 뉴스
| 연도 | 방송사 | 제목           | 역할        | 비고       |
| ---- | ------ | -------------- | ----------- | ---------- |
| 2016 | TV조선 | TV조선 뉴스 판 | 스페셜 앵커 | 2016.12.01 |

### 교양
| 연도 | 방송사 | 제목     | 역할   | 비고                  |
| ---- | ------ | -------- | ------ | --------------------- |
| 2015 | 채널A  | 카톡쇼 X | 출연자 | 2015.07.31            |
| 2015 | 채널A  | 카톡쇼 X | 진행자 | 2015.09.03~2016.01.07 |

### 예능
| 연도 | 방송사 | 제목                       | 역할   | 비고                  |
| ---- | ------ | -------------------------- | ------ | --------------------- |
| 2016 | 유튜브 | 오승아의 O'style (웹 예능) | 진행자 | 2016.08.08~           |
| 2017 | 국방TV | 뮤직타임 락 드림 2         | 진행자 | 2017.02.04~2017.11.25 |
| 2020 | MBC    | 미스터리 음악쇼 복면가왕   | 참가자 | 2020.06.28            |

### 뮤직비디오
| 연도 | 가수  | 노래           | 공동 출연 | 비고   |
| ---- | ----- | -------------- | --------- | ------ |
| 2008 | SS501 | 널 부르는 노래 |           | 데뷔전 |

## 음반 작품

### 정규
{{참고|배우|배우
)|설명

### 참여
- 2018년 《비밀과 거짓말 OST Part 4》
  - 〈지워져 가슴아〉
  - 〈지워져 가슴아 (Inst.)〉
- 2020년 《나쁜 사랑 OST Part 3》
  - 〈잊어〉
  - 〈잊어 (Inst.)〉

## 수상 및 후보
| 연도 | 시상식                                  | 부문                   | 작품           | 결과 |
| ---- | --------------------------------------- | ---------------------- | -------------- | ---- |
| 2017 | KBS 연기대상                            | 일일극부문 여자 우수상 | 그 여자의 바다 | 후보 |
| 2018 | MBC 연기대상                            | 여자 신인상            | 비밀과 거짓말  | 수상 |
| 2022 | 제10회 대한민국을 빛낸 10인 대상 시상식 | 방송연기자상           | 태풍의 신부    | 수상 |